# Schloss Frankenstein

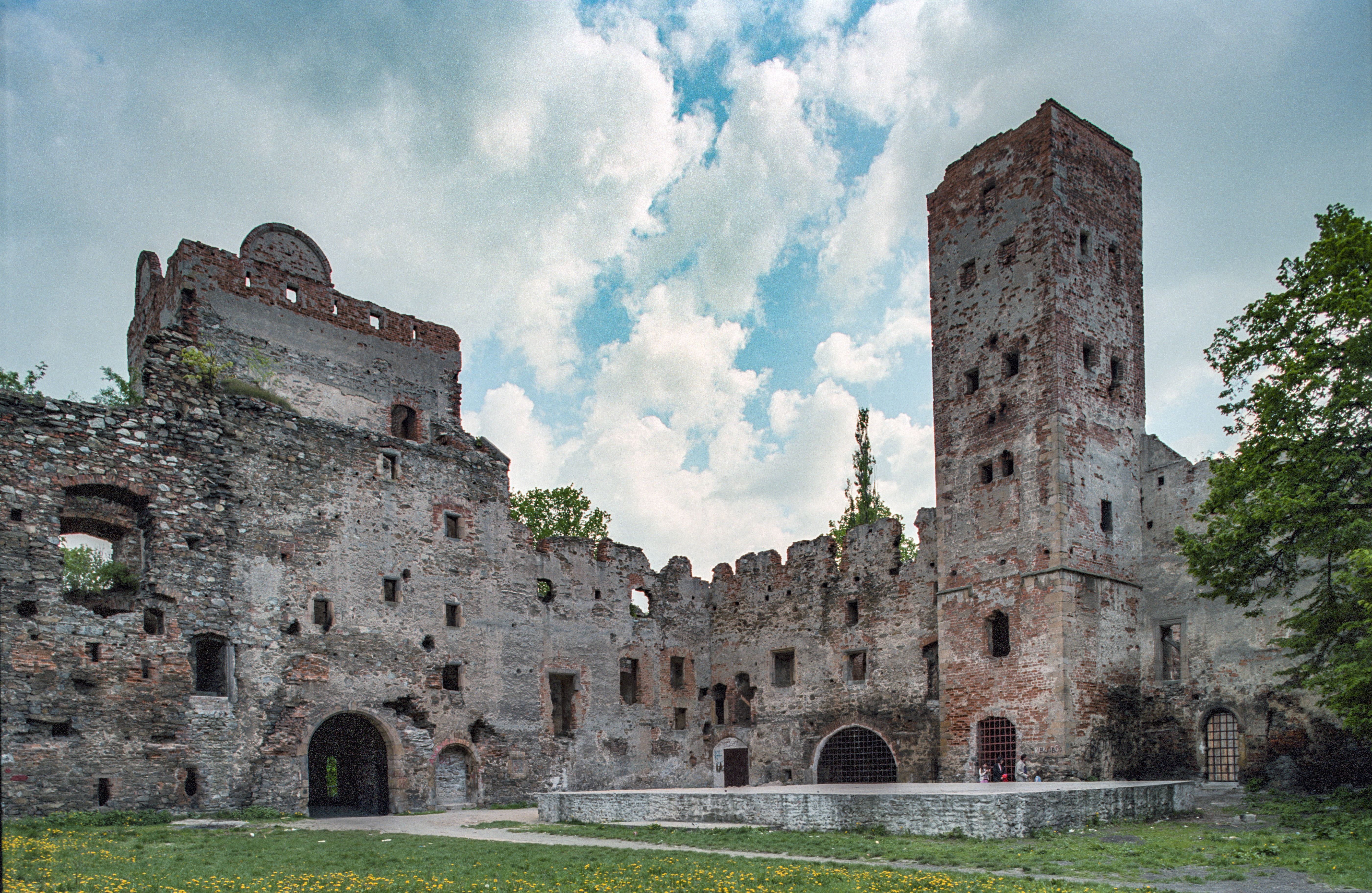
Innenhof

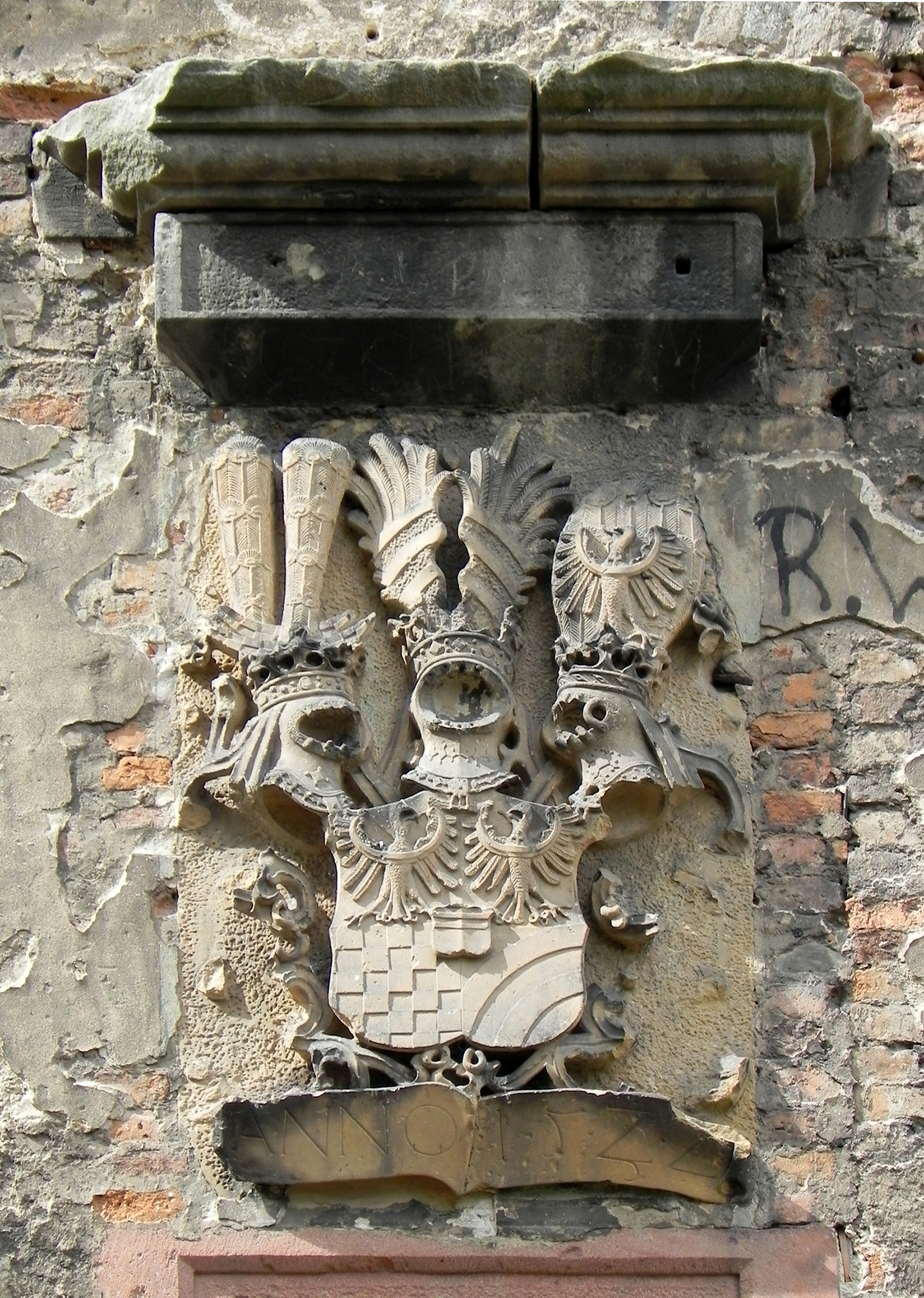
Wappen

Schloss Frankenstein polnisch (Zamek w Ząbkowicach Śląskich) ist eine Schlossruine in Ząbkowice Śląskie (Frankenstein) in der Woiwodschaft Niederschlesien in Polen.

## Geschichte
Die ursprüngliche gotische Burg wurde im vierzehnten Jahrhundert errichtet. Die ältesten Aufzeichnungen über die Burg stammen aus dem Jahr 1321. Im Jahre 1335 widerstand sie der Belagerung durch böhmische Truppen, aber schon im nächsten Jahr wurde sie von Bolko II. von Münsterberg an das Haus Luxemburg verpfändet, und schließlich zusammen mit der Stadt durch seinen Sohn Nikolaus von Münsterberg an die Böhmen regierenden Luxemburger verkauft.
Während der Hussitenkriege wurde die Burg zerstört. Die neuen Besitzer modernisierten und befestigten die Burg. Mitte des fünfzehnten Jahrhunderts wurde die Burg Eigentum der Söhne des böhmischen Königs Georg von Podiebrad. Die Burg wurde 1468 von den Bürgern von Breslau, Schweidnitz und Neisse belagert und erlitt Schäden. Im Jahr 1489 wurde die Burg vom ungarischen König Matthias Corvinus erobert und blieb bis 1490 in seinem Besitz.
In den Jahren 1522 (oder 1524) bis 1532 ließ Karl I. im gotischen Gemäuer ein befestigtes Renaissanceschloss auf einem quadratischen Grundriss mit einem von Arkaden umgebenen Hof errichten.
Das Schloss überstand mehrere Angriffe, wurde aber 1728 aufgegeben und fiel 1784 einem Brand zum Opfer. Die Ruinen wurden im 20. Jahrhundert vom Verfall gerettet. Es wird eine fragmentarische Rekonstruktion erwogen.